# Caryospora cheloniae
Caryospora cheloniae – gatunek pasożytniczych pierwotniaków należący do rodziny Eimeriidae z podtypu Apicomplexa, które kiedyś były klasyfikowane jako protista. Występuje jako pasożyt żółwia. C. cheloniae cechuje się tym iż oocysta zawiera 1 sporocystę. Z kolei każda sporocysta zawiera 8 sporozoitów.
Obecność tego pasożyta stwierdzono u żółwia zielonego (Chelonia mydas) należącego do rodziny żółwi morskich.

## Sporulowana oocysta
Jest kształtu jajowatego silnie wydłużona, posiada bezbarwną ścianę o grubości 0,3 – 0,6 μm. Oocysta posiada następujące rozmiary: długość 33,8 – 40,1 μm, szerokość 11 – 14,6 μm. Brak mikropyli, wieczka biegunowego i ciałka biegunowego.

## Sporulowana sporocysta i sporozoity
Sporocysty kształtu owoidalnego o długości 26,2 – 44,1 μm, szerokości 10,6 – 17,3 μm. Występuje ciałko Stieda oraz substieda body (SBB). Brak parastieda body (PSB).